# Katsuhiko Nagata
Katsuhiko Nagata (n. 31 octombrie 1973, Togane, Prefectura Chiba, Japonia) este un luptător ce a reprezentat Japonia, medaliat olimpic. A participat la o ediție a Jocurilor Olimpice (2000) în care a câștigat o medalie de argint.